# Monument voor koningin Emma (Amsterdam)
Het Monument koningin Emma, ter nagedachtenis aan koningin Emma, staat op het Emmaplein in Amsterdam-Zuid, de Willemsparkbuurt. Het beeld is ontworpen door beeldhouwer Lambertus Zijl (1866 - 1947) en werd onthuld in 1938. 

## Geschiedenis
Lambertus Zijl ontwierp het beeld aanvankelijk als inzending voor een prijsvraag van de gemeente Den Haag. Hoewel Zijl de wedstrijd won, werd het beeld niet in Den Haag gerealiseerd. Daar werd namelijk het monument ontworpen door Toon Dupuis geplaatst. Het is onduidelijk of Dupuis al voor het verstrijken van de prijsvraag de opdracht was gegund, of dat de gemeente Den Haag het beeld van Zijl uiteindelijk te schetsmatig vond.
In Amsterdam was inmiddels een comité opgericht met de heren J. ter Haar jr., secretaris A. van Lennep en penningmeester Christiaan Pieter van Eeghen. Zij lieten zich adviseren door Joseph Mendes da Costa, Arend Odé (beiden beeldhouwer), Jan Gratama (architect) en Allard Remco Hulshoff (directeur Publieke Werken). Door allerlei giften, ook uit de armste wijken, kon het beeld bekostigd worden. 
In het voorjaar van 1938 werd de sokkel geplaatst, het beeld zelf werd in mei/juni 1938 geplaatst, nadat het was uitgehakt door steenhouwerij Tetterode.
Het beeld werd op 16 juni 1938 onthuld of door koningin Wilhelmina of door haar dochter Juliana en een hele rij landelijke en stedelijke hoogwaardigheidsbekleders, maar ook Zijl zelf.
Op 29 juni 1940 (Anjerdag) trokken velen naar het monument om er een bloemenhulde te brengen.
In september 1987 werd het beeld door vandalen ontdaan van hoofd en schouders. Spoedig nadat het vorstelijk hoofd in de bosjes werd aangetroffen, werd het beeld hersteld.

## Omschrijving
Het kalkstenen beeld bestaat uit een voetstuk met daarop de wapens van Oranje-Nassau en Waldeck-Pyrmont. De zes vrouwenfiguren onder de wapens, moeten symboliseren dat de vorstin op handen werd gedragen. Aan weerszijden van de sokkel verbeelden twee scènes de barmhartigheid en de rechtvaardigheid. Op de achterzijde van de sokkel staat het door koningin Emma opgericht sanatorium Oranje Nassauoord te Renkum afgebeeld. Het opschrift op de sokkel luidt Koningin Emma 1858-1934. De vorstin is boven op de sokkel zittend weergegeven.
Afrika ontwaakt (Wessel Couzijn) · Drie gestalten (Hans Verhulst) · Fetish (Shinkichi Tajiri) ·  Leda en de zwaan (Ben Guntenaar) · Monument voor koningin Emma (Lambert Zijl) · Verschijning (Pearl Perlmutter) · Zonnehoofd (Carel Kneulman)